# マラウイの経済

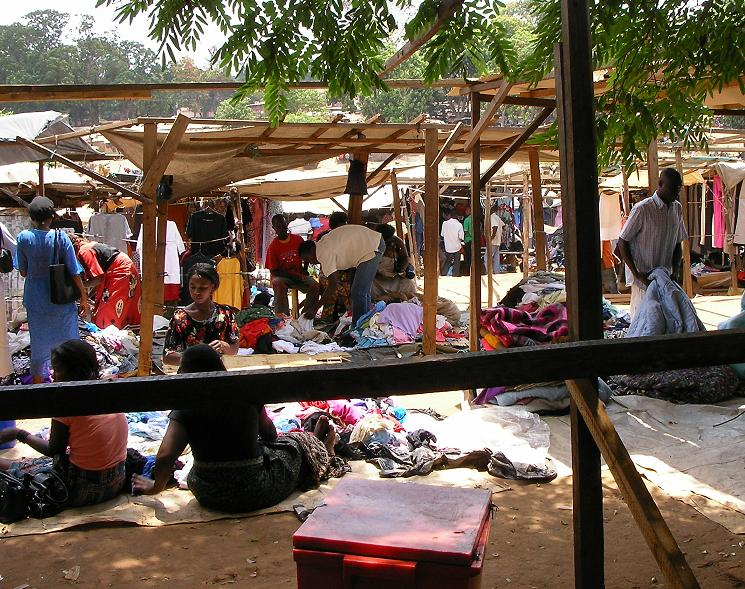
リロングウェの市場

本稿では、マラウイの経済について扱う。

## 概要
マラウイの経済は農業が主体であり、人口の約90％が農村部に住み、農業に携わっている。南部中央アフリカに位置する内陸国であるこの国家は、後発発展途上国に区分される。経済は国際通貨基金、世界銀行、二国間贈与などによる資金援助に大きく依存している。それに加えて、現在のマラウイ政府は、輸出促進、医療施設や教育施設の改善、森林伐採や水質汚染などの環境問題、近年急速に深刻化しているHIV/AIDSなどへの対処といった困難な局面に直面している。

## 農業
全労働要員の90%が農業に従事しており、国内総生産の37%、輸出総額の90%近くを農業が占めている。輸出品目として最も重要な農業作物はタバコであり、農業品目のうちの70%、輸出総額のうちの実に65%近くを占める。国際連合食糧農業機関による2000年度の推定では、未加工のタバコの生産量は10万8000トンで、世界で第10位の規模の生産国となった。以下にタバコ生産量上位十カ国を表で示した。
| 国名         | 生産量（単位は千トン） |
| ------------ | ---------------------- |
| 中国         | 2298.8                 |
| インド       | 595.4                  |
| ブラジル     | 520.7                  |
| アメリカ     | 408.2                  |
| 欧州連合     | 314.5                  |
| ジンバブエ   | 204.9                  |
| トルコ       | 193.9                  |
| インドネシア | 166.6                  |
| ロシア       | 116.8                  |
| マラウイ     | 108.0                  |

1990年以降、マラウイは農業政策改革の一環としてタバコ栽培の自由化を推し進め、従来は大規模農場しか生産できなかったタバコ栽培を小規模農場にも解禁した。この結果タバコの輸出額は著しく伸長し、農産物の年平均輸出額は1960年代の38百万ドルから1990年代には403百万ドルにまで増加した。しかしながら、タバコ輸出に過度に依存した経済体質は、世界的なタバコの価格の下落や、タバコ生産量を抑制する国際圧力の影響を受け、マラウイにおける経済成長の重荷となっている。なお、マラウイ経済のタバコ依存は近年より増大しており、2006年から2007年にかけては輸出総額に占める割合が53%であったが、2007年から2008年では輸出総額の70%を占めている。

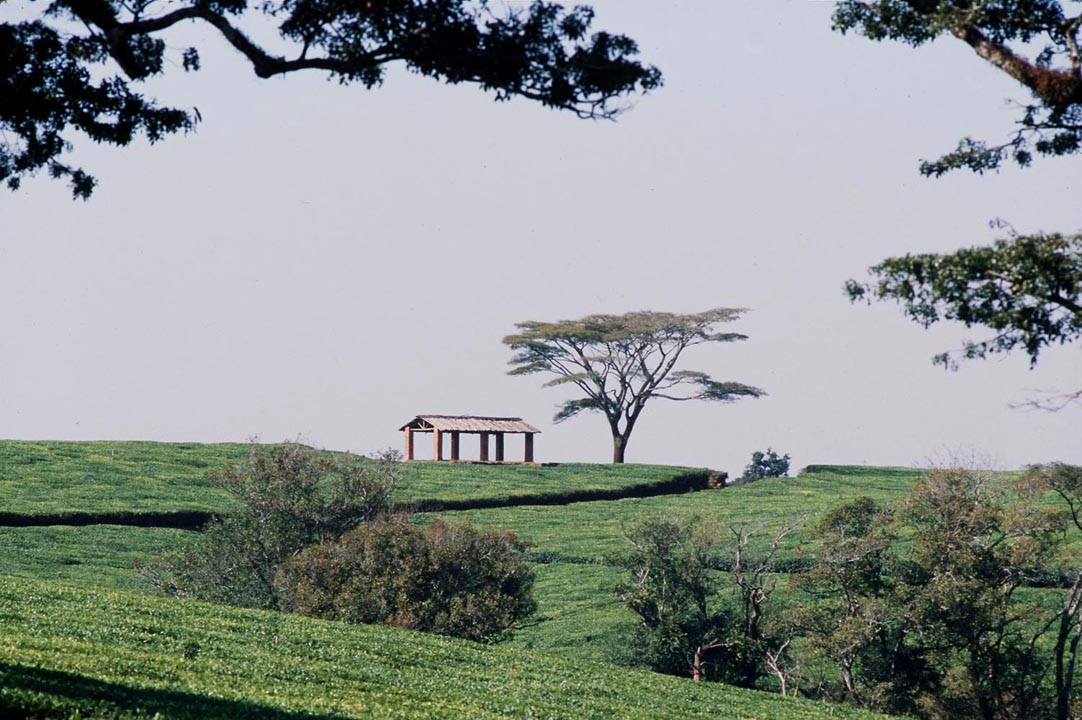
マラウイの茶農園

その他の主要輸出品目には茶、サトウキビ、コーヒーがあり、タバコにこれら3品目を加えると、マラウイの輸出総額のうちの90%近くを占めることとなる。なお、マラウイに茶が初めて持ち込まれたのは1878年であり、現在、茶の生産の大部分はムランジェ県やチョロ県で行われている。その他栽培が行われている作物には、綿花、トウモロコシ、ジャガイモ、ソルガムなどがある。さらに、タバコや砂糖などの加工は、マラウイの重要な第二次産業となっている。また、ウシやヤギの牧畜も行われている。
伝統的に、マラウイでは主食であるトウモロコシの自給自足を行う。1980年代には、旱魃による食料不足が生じた隣国へ、相当量の食料輸出を行っている。人口の約90%が自給自足の農業に従事しており、小規模な自作農家は、トウモロコシ、豆、米、キャッサバ、タバコ、ピーナッツなどの様々な作物を栽培している。なお、金融資産は一部のエリートの手に集中しており、社会格差が生じている。また、マラウイの加工産業の中心はブランタイヤの街である。
マラウイの経済における農産物依存の体質は、特に国際的な取引価格の値下がりや、旱魃による生産不良などの影響を受けやすい。加えて、マラウイでは化学肥料の全量を輸入に頼っている。また、輸入総額の30%以上を占める高い輸送コストは、経済発展と貿易における深刻な障害となっている。さらに、マラウイには有益な鉱物資源がほとんど存在せず、燃料は全て輸入する必要がある。その他の課題としては、熟練労働者の不足、官僚の非効率的な仕事、汚職、道路の維持整備不足、電気や水道および通信などの社会基盤の不十分さにより、マラウイの経済発展が阻害されている点がある。しかし政府は近年、道路状況の改善と、鉄道と通信分野への民間参入認可による投資環境の活発化を優先目標とした対応を行っている。

## 国際的な経済支援

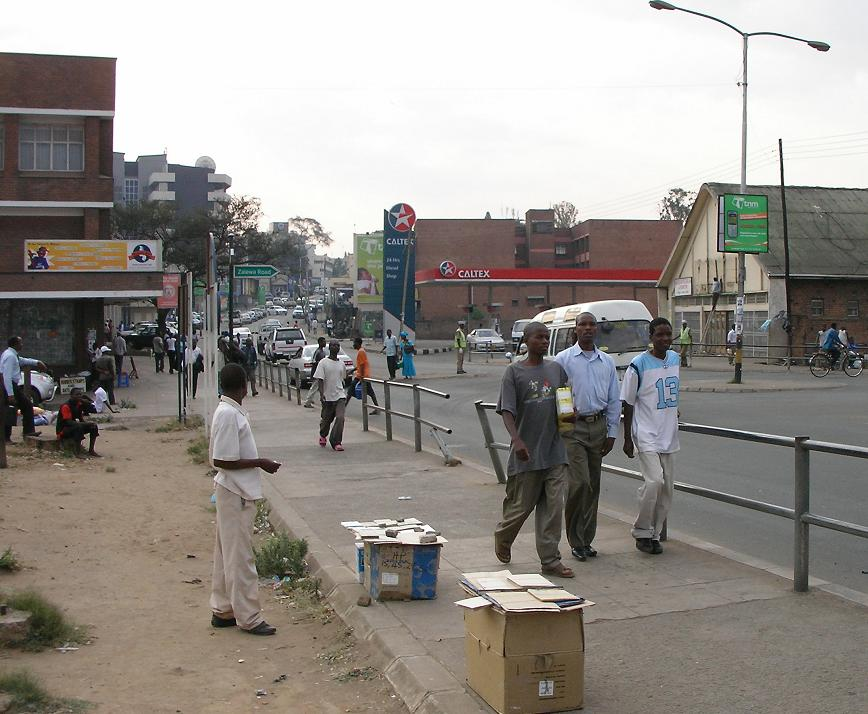
ブランタイヤにおける道端の行商人

マラウイは、世界銀行 (IBRD) や国際通貨基金 (IMF) などの協力の下、1981年から構造調整プログラム（en:structural adjustment）が実施され、民間領域の刺激活性化や、産業許可と価格統制の廃止、貿易自由化、外国為替導入、税の合理化、国営企業の民営化、公務員改革などの要求がなされてきた。なお、マラウイは重債務貧困国（en:Heavily Indebted Poor Country：HIPC）として認定を受けたことで債務救済を受け、現在は貧困率の削減計画を実行中である。
1999年度の実質GDP成長率は3.6%であり、2000年度は2.1％であった。政府の金融政策は拡張的であり、2000年と2001年の平均年間インフレ率は30％程度で推移している。 2001年の後半には、マラウイの通貨であるクワチャの対ドルレートが80から60まで上昇したが、その後は下降を続け、2009年時点では145.179となっている。
マラウイは、主要貿易相手国である南アフリカ共和国とジンバブエの2カ国との間に二国間貿易協定を結んでおり、輸出入の関税を免除している。政府は、医療施設や教育施設の改善、森林伐採や水質汚染などの環境問題、土壌の疲弊による農作物収穫量の減少、近年急速に深刻化しているHIV/AIDSなどへの対処などの諸問題に直面している。

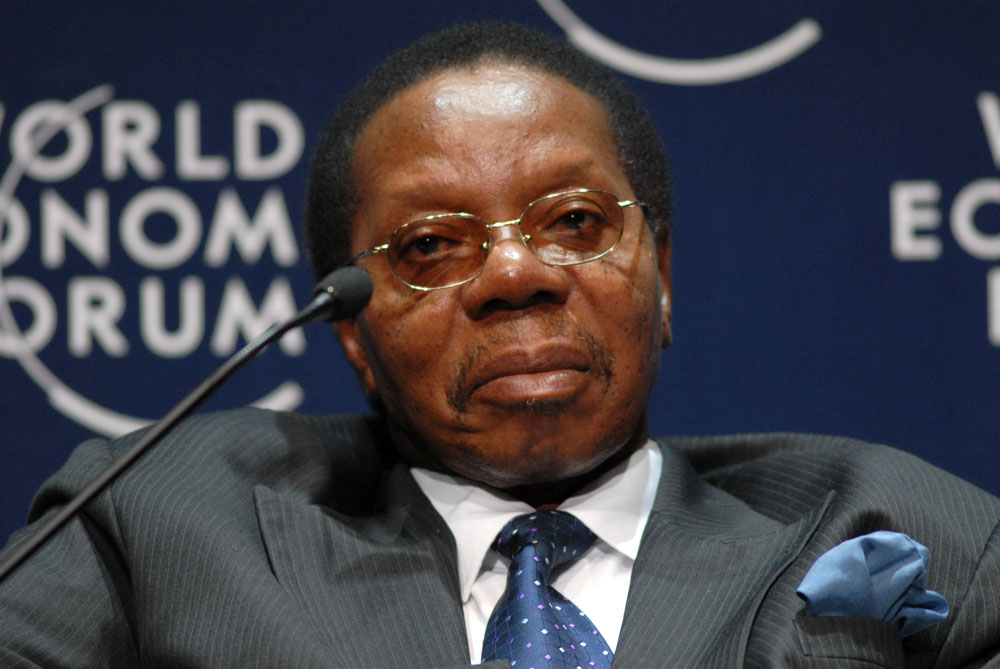
2008年8月にアフリカで開催された世界経済フォーラムの席で、マラウイの農業改革について述べるビング・ワ・ムタリカ大統領。

### 経済的自立への動き
2006年は、マラウイにおける農産物の収穫量が例年と比較して壊滅的であった。これを受けてマラウイ政府は、土地を再活性化し、作物の生産効率を向上させることを目的とした、肥料購入の補助金給付プログラムを開始した。当時の大統領であったビング・ワ・ムタリカの支持を受けたこのプログラムは、マラウイの農業を根本的に改善する効果を与えた。その結果、マラウイは近隣諸国に対する食糧の純輸出国となったことが報告されている。

## 各種経済指標
以下の内容は、別記がない限りはアメリカのCIA World Factbook を参考としている。
- GDP - 購買力平価：128億1000万ドル （2009年推定）

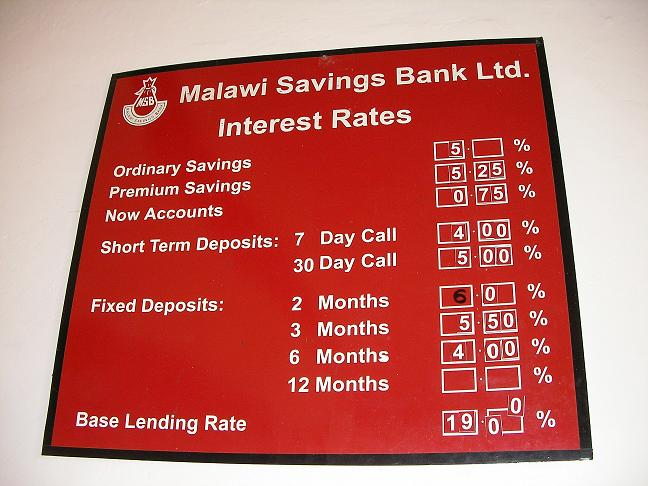
マラウイ貯蓄銀行の広告。2008年9月30日、ンチャオ（Nchalo）にて。

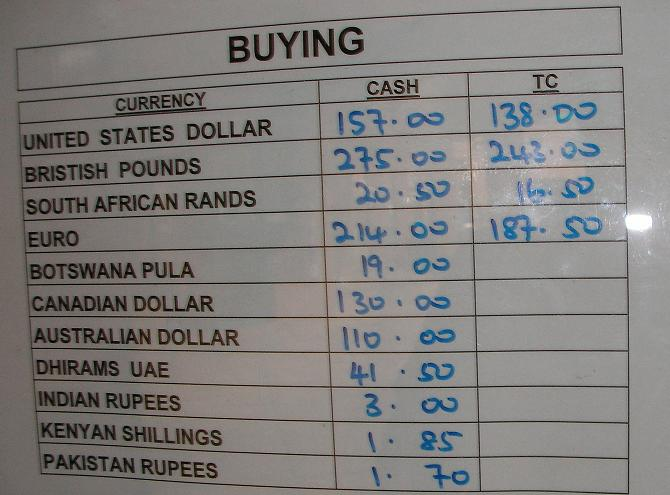
為替トレーダーによる為替レートの広告。2008年10月7日、リロングウェにて。

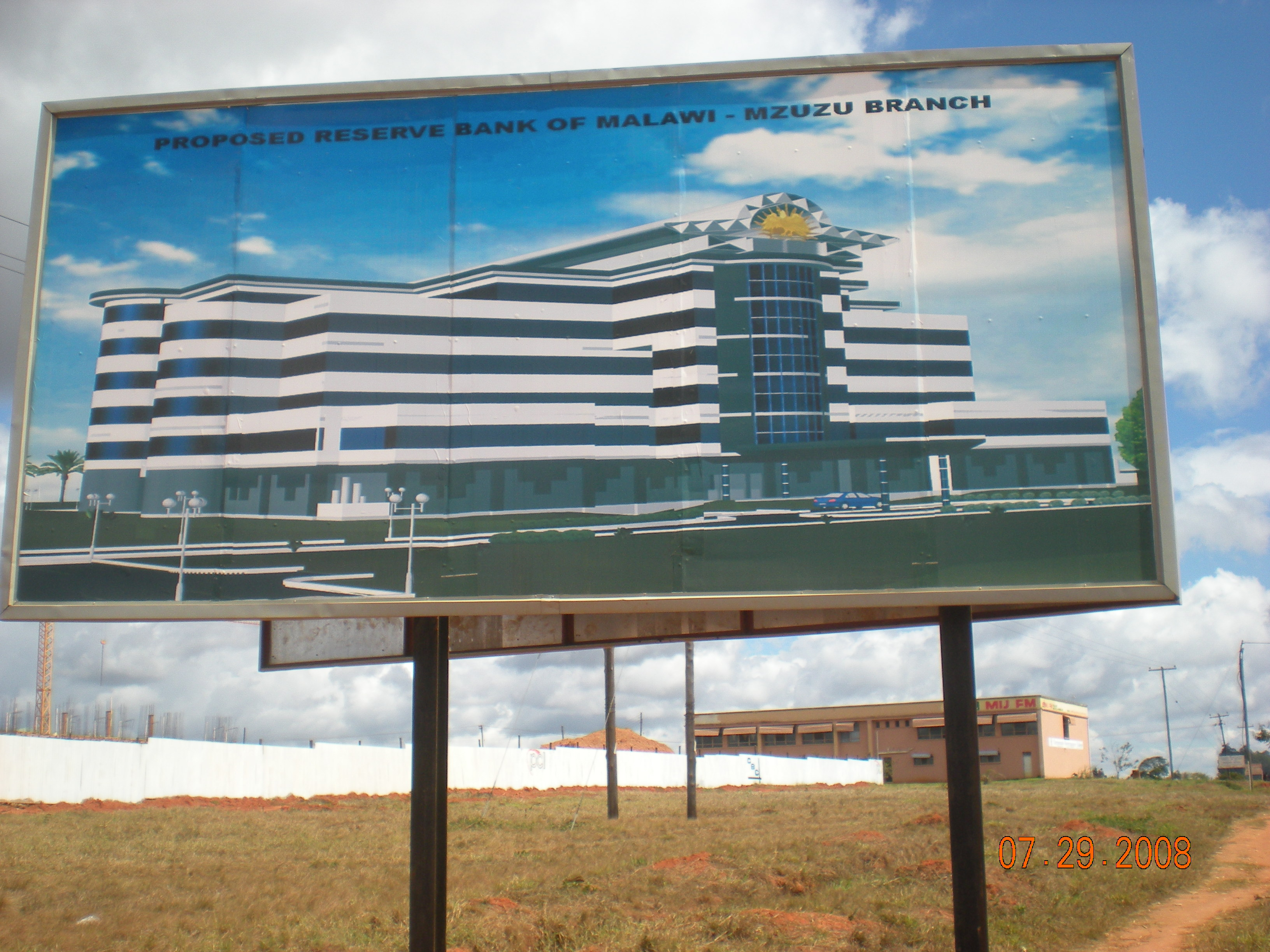
ムズズに建設中のマラウイ準備銀行ムズズ支店の看板、2008年7月

- GDP - 実質成長速度：5.9%（2009年推定）
- GDP - 1人あたりの購買力平価：900ドル（2009年推定）
- GDP - 分野別の割合：
  - 農業：35.5%
  - 工業：19.9%
  - サービス業：44.6%（2009年推定）
- 貧困人口：53%（2004年推定）
- 家計収入や消費分布に占める度合：
  - 下位10%：3%
  - 上位10%：31.9%（2004年推定）
- ジニ係数：39 （2004年推定）
- インフレ率（消費者価格）：8.5%（2009年推定）
- 労働人口：457万5000人（2009年推定）
- 労働人口 - 職業別：農業 90%、工業およびサービス業 10%（2003年推定）
- 失業率：不明
- 予算：
  - 税収入：12億1500万ドル
  - 支出：13億2500万ドル（2009年推定）
- 公共負債：GDPの58%（2009年推定）
- 産業品：タバコ、茶、砂糖、製材製品、セメント、消費財
- 産業成長率：10%（2009年推定）
- 電気 - 発電量：16億9000万kWh（2007年推定）
- 電気 - 発電源：
  - 化石燃料：2.39%
  - 水力：97.61%
  - 核：0%
  - その他：0%（1998年推定）
- 電気 - 消費量：15億7200万kWh（2007年推定）
- 電気 - 輸出：0 kWh（2008年推定）
- 電気 - 輸入：0 kWh（2008年推定）
- 石油産出量：0 バレル/日（2008年推定）
- 石油消費量：8000 バレル/日（2008年推定）
- 農業 - 生産品目：タバコ、サトウキビ、綿花、茶、トウモロコシ、ジャガイモ、キャッサバ、タピオカ、ソルガム、豆、牧畜：ウシ、ヤギ
- '輸出：9億4500万ドル f.o.b. （2009年推定）
- 輸出 - 品目：タバコ、茶、砂糖、綿花、コーヒー、ピーナッツ、木製製品
- 輸出 - 相手国：南アフリカ共和国 14.2%、エジプト 9.8%、ジンバブエ 8.6%、アメリカ 7.4%、オランダ 7%、ロシア 5.7%、ドイツ 5.7% （2008年推定）
- 輸入：16億2500万ドル f.o.b. （2009年推定）
- 輸入 - 品目：食料、石油製品、半製品、日用品、輸送設備
- 輸入 - 相手国：南アフリカ共和国 41.5%、中華人民共和国 7.3%、インド 6.1%、タンザニア 5.4%、アメリカ 4.1% （2008年推定）
- 貿易収支：-6億8000万ドル（2009年推定）
- 借金 - 外貨：10億9100万ドル（2009年12月31日推定）
- 経済援助 - 受領額：5億7530万ドル （2005年推定）
- 通貨：1 マラウイクワチャ (MK) = 100 タンバラ（tambala）
- 両替レート：マラウイクワチャ/米ドル - 145.179（2009年）、135.96（2006年）、108.894（2005年）、108.898（2004年）、97.433（2003年）、76.687（2002年）
- 会計年度：7月1日 - 6月30日

## 参考書籍
- Anthony and Doreen Young, A Geography of Malawi, Second edition. Evans Brothers, Limited, London (1978) ISBN 0-237-50296-8
- 原島梓「マラウイにおけるタバコ生産の自由化と小農」『グローバル化と途上国の小農』重冨真一 編、アジア経済研究所、2007年